# Сэндуик (Мейнленд, Шетландские острова)

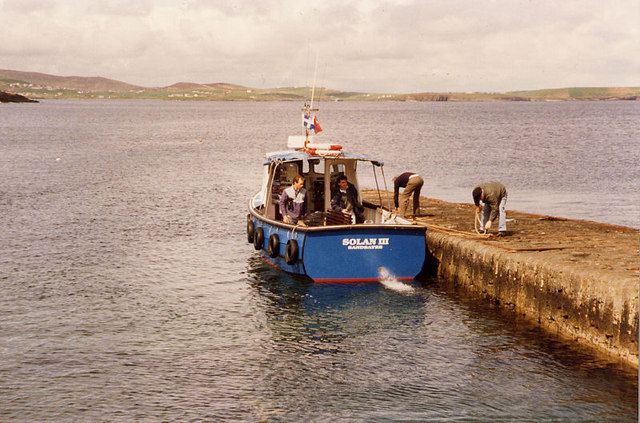
Причал Сэндсэир-Пир. 1996 год.

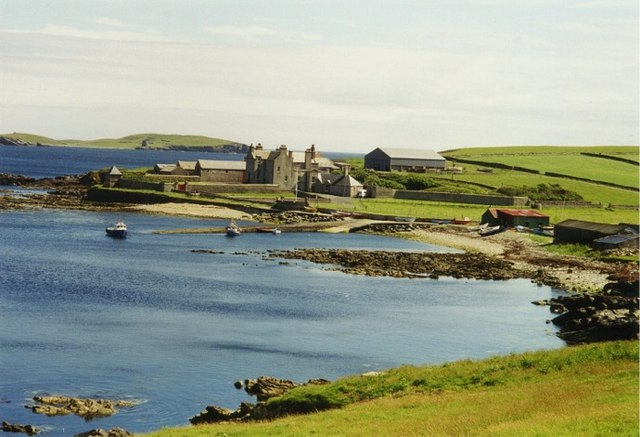
Усадьба Сэнд-Лодж.

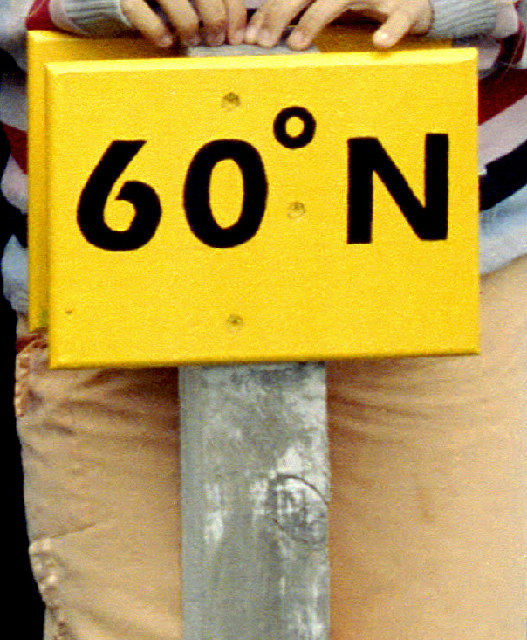
Дорожный знак на трассе «A970».

Сэндуик (англ. Sandwick) — посёлок в южной части острова Мейнленд в архипелаге Шетландских островов.

## Этимология
Название посёлка возможно произошло от древнескандинавского -Sandvik, что означает песчаная бухта.

## География
Посёлок расположен у юго-восточного берега Мейнленда, на берегах бухт Сэнд-Уик, Хос-Уик и пролива Моуса-Саунд, отделяющего остров Моуса от Мейнленда. Включает в себя небольшие деревни Либиттен, Хосуик и другие.
Через посёлок проходит 60-я параллель северной широты, чему посвящён дорожный знак на трассе «A970».

## Экономика
Автодорога «A970» (Норт-Ро — Каннингсборо — Сэндуик — аэропорт Самборо — Грутнесс) связывает посёлок с северной частью острова. Периодически с пристани Сэндсэир-Пир небольшие пассажирские катера перевозят туристов на остров Моуса.
Через Сэндуик проходит кабель связи «SHEFA-2», связывающий Фарерские острова и материковую часть Шотландии.

## Образование
В посёлке работает средняя школа «Sandwick Junior High School», 168 учащихся средних классов, 93 в начальных классах (2011 год).

## Достопримечательности
- Сэндсэир-Пир — причал, построенный в 1855 году Дэвидом и Томасом Стивенсонами вблизи усадьбы Сэнд-Лодж. В 2003 году включён в список памятников архитектуры категории «B»[4][5]. Периодически используется в качестве пристани для перевозки туристов на остров Моуса.
- Усадьба Сэнд-Лодж построена в конце XVIII века. В 1971 году усадьба и окружающие её постройки были включены в список памятников архитектуры категории «B»[6].